# Hoplia gyirongensis
Hoplia gyirongensis är en skalbaggsart som beskrevs av Zeng 1986. Hoplia gyirongensis ingår i släktet Hoplia och familjen Melolonthidae. Inga underarter finns listade i Catalogue of Life.